# Pinguim-de-fiordland
Pinguim-de-fiordland ou pinguim-de-fiordelândia (Eudyptes pachyrhynchus) é um pinguim da Nova Zelândia que é comumente encontrado ao longo da costa da Fiordland.
É um pinguim de tamanho médio, podendo chegar a até 60 cm de altura e a pesar 3,7 kg. Destaca-se por sua crista amarelada, semelhante ao pinguim-macaroni.
Seus ninhos normalmente são feitos em colônias em densas florestas temperadas. Se alimentam basicamente de peixes, polvos, lulas e krills.
Atualmente, encontra-se como "Vulnerável" na lista vermelha da IUCN, devido à redução de 30% na sua população total nos últimos 30 anos.